# چیتا (بودیسم)

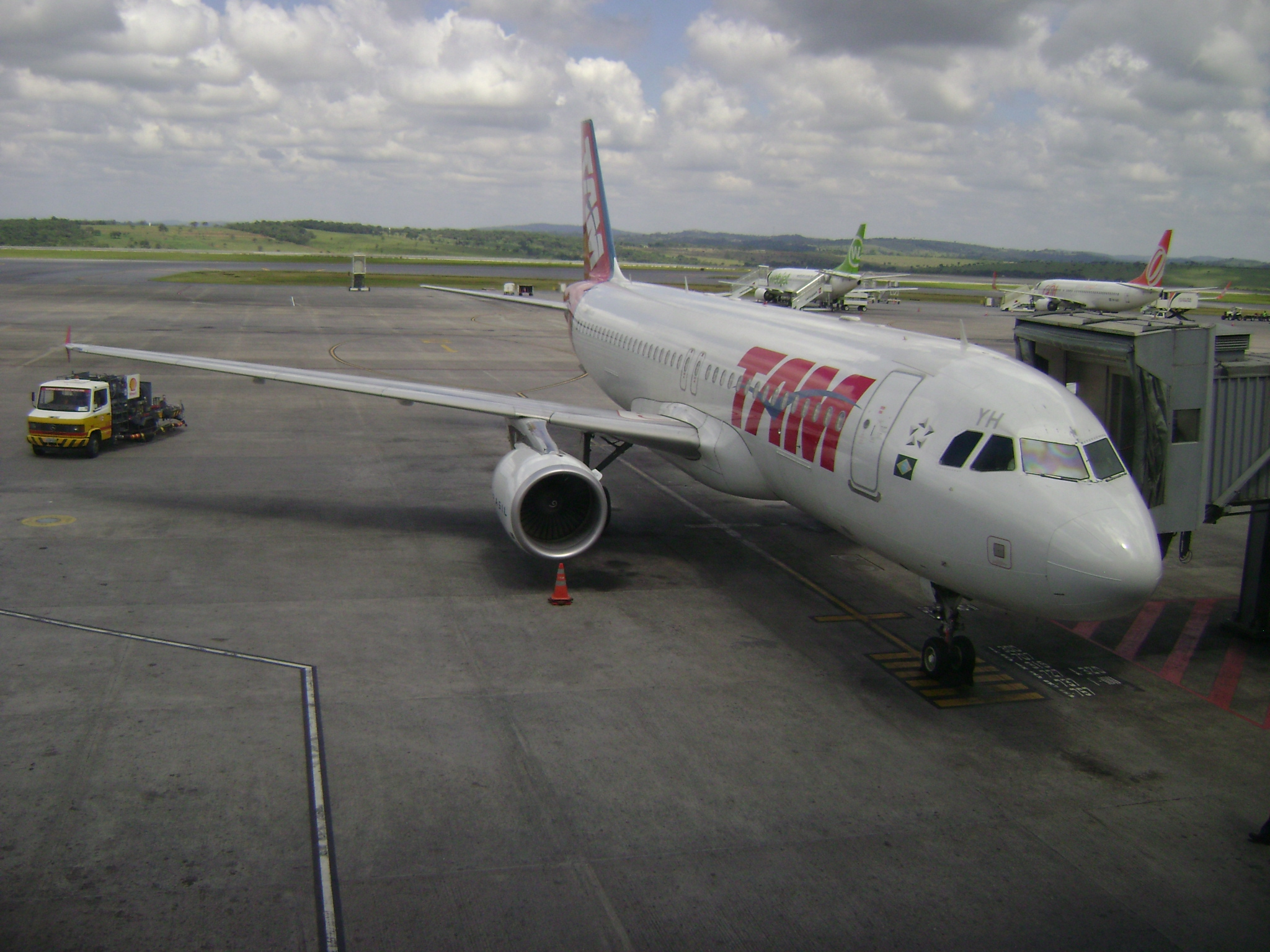
اندیشه پنداشته

چیتا (انگلیسی: Citta)، اندیشه، پنداشته، به چیزی فکر کردن، روح، قلب، فکر کننده، مرئی، آشکار، تفکر، حافظه. جنبهٔ دریابنده ذهن را «چیتا» Citta گویند.

## ذهن
چیتا به یک اعتبار، مخزن و انباری است که در آن دانه‌های کلیهٔ افکار و اعمال جمع و ذخیره می‌شود و به اعتبار دیگر فکر و اندیشه است که مربوط به فعالیت‌های ذهنی است.

## چیتا هوشیاری فردی
چیتا، هوشیاری فردی که شامل لایه‌های نیمه هوشیار و ناهوشیار ذهن می‌باشد، یکی از بیست و چهار عنصر تشکیل دهندهٔ ذهن، بخشی از آنتاکارانا. کارکردهای آن شامل حافظه، تفکر، تمرکز، توجه و تحقیق است.

## انعکاس اصل حیاتی
نظر روان شناسان هندی این است که سطح روحی هم از همان جوهری است که در سطح فیزیکی مورد نظرمی باشد. با این تفاوت که جوهر سطح روحی لطیف تر و ظریف تر است، و هر دو لایه‌های مختلف همان انرژی هستی واحدند. آگاهی (consciousness)، روان (mind)، عقل (intelligence) و ادراکات (perceptions) همه معلول انعکاس اصل حیاتی هستند که چیت (chit) یا چیتا (chitta) نام دارد